# Rhabdalestes
Genre
Rhabdalestes est un genre de poissons d'eau douce de la famille des Alestidae.

## Répartition
Les espèces du genre Rhabdalestes se rencontrent en Afrique.

## Liste des espèces
Selon World Register of Marine Species (14 décembre 2023) :
- Rhabdalestes aeratis Stiassny & Schaefer, 2005
- Rhabdalestes brevidorsalis (Pellegrin, 1921)
- Rhabdalestes maunensis (Fowler, 1935)
- Rhabdalestes rhodesiensis (Ricardo-Bertram, 1943)
- Rhabdalestes septentrionalis (Boulenger, 1911)
- Rhabdalestes tangensis (Lönnberg, 1907)
- Rhabdalestes yokai Ibala Zamba & Vreven, 2008

## Classification
Le nom valide complet (avec auteur) de ce taxon est Rhabdalestes Hoedeman (d), 1951,. Ce genre a été initialement créé comme un sous-genre de Micralestes.
Rhabdalestes a pour synonyme :
- Rabdalestes (invalide, graphie incorrecte)

## Étymologie
Le nom générique, Rhabdalestes, qui se compose du grec ancien ῥάβδος, rhábdos, « branche ou baguette » (allusion ni expliquée ni évidente), et du genre Alestes, genre type de la famille des Alestidae, n'a pas d'étymologie avérée, Hoedeman n'ayant fait qu'une courte description de ce genre dans une clé de détermination.

## Publication originale
- (en) J. J. Hoedeman, « Studies on African Characid Fishes I. The tribe Alestidi (I) », Beaufortia, NBC, vol. 1, no 3,‎ 10 mai 1951, p. 1-8 (ISSN 0067-4745, lire en ligne).